# John O. Brennan

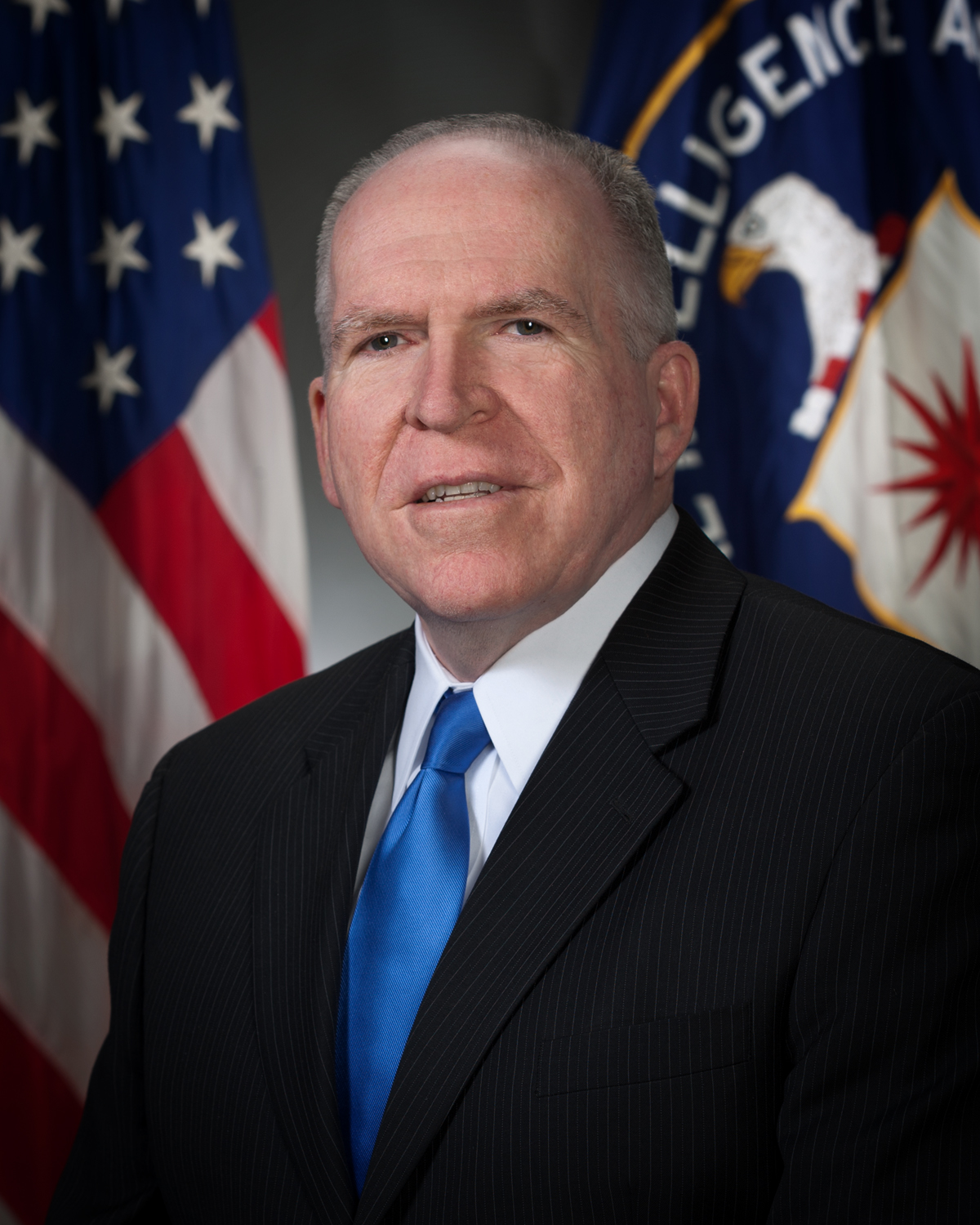
John O. Brennan (2012)

John Owen Brennan (* 22. September 1955 in Jersey City) ist ein ehemaliger hochrangiger US-amerikanischer Regierungsbeamter. Er war von März 2013 bis zum 20. Januar 2017 Direktor der Central Intelligence Agency (CIA); zuvor war er unter anderem Leiter des National Counterterrorism Centers (NCTC) (2004–2005) sowie Antiterror-Berater und Homeland Security Advisor von US-Präsident Barack Obama (Special Advisor to the President for Counterterrorism Affairs) (2009–2013).

## Leben
Der Sohn irischer Einwanderer aus Roscommon wuchs in North Bergen (New Jersey) auf. Er studierte an der Fordham University, wo er 1977 seinen B.A. in Politikwissenschaften machte. Ein Auslandsjahr verbrachte er an der Amerikanischen Universität in Kairo. Von der University of Texas in Austin erhielt er 1980 einen Master of Arts. Er spricht fließend Arabisch.
Brennan arbeitete in der Folge bereits lange für die CIA, unter anderem als Analyst für den Nahen Osten und Süd-Asien sowie in Saudi-Arabien. 1999 wurde er Stabschef des damaligen CIA-Direktors George Tenet. 2001 wurde Brennan stellvertretender CIA-Direktor. Von 2004 bis 2005 amtierte er als Leiter des National Counterterrorism Center.
2005 verließ Brennan den Staatsdienst und wechselte vorübergehend in die Privatwirtschaft. Am 20. Januar 2009 trat er die Nachfolge von Kenneth L. Wainstein als Homeland Security Advisor an. Seine offizielle Amtsbezeichnung lautete „Stellvertretender Nationaler Sicherheitsberater für Innere Sicherheit und Anti-Terrorismus und Assistent des Präsidenten“.
Aufgrund der von dem Investigativjournalisten Glenn Greenwald mitgeführten Offensive gegen Brennans Kandidatur für die Führungspositionen als Director of Central Intelligence und Director of National Intelligence verzichtete dieser schließlich. Brennan wurde vorgeworfen, Anhänger der von der Bush-Cheney-Regierung nach 9/11 legalisierten Verhörmethoden der „Verschärften Fragetechniken“ (engl.: „Enhanced Interrogation Techniques“) einschließlich des Waterboarding zu sein (siehe Abu-Ghuraib-Folterskandal; CIA-Folterreport 2014). Die „Techniken“ werden vielfach als Folter bezeichnet und zogen heftige Kritik auf sich, zumal die Regierung immer behauptet hatte, sie foltere nicht, und versuchte, mit teils grotesk argumentierenden Rechtsgutachten die 13 meist kombiniert und über längere Zeit angewendeten „Techniken“ so darzustellen, dass sie nicht unter das Folterverbot fielen.
Als Anfang 2013 Präsident Obama Brennan die gleiche Position anbot, verzichtete er nicht erneut.
Im Juni 2011 präsentierte Brennan eine neue Anti-Terror-Strategie und baute auch die damit verbundenen Disposition Matrix auf. In einer Rede am Woodrow Wilson International Center for Scholars am 30. April 2012 verteidigte er die Gezielte Tötung (engl. Targeted Killing) ausgewählter Al-Qaida-Mitglieder weltweit. Es handele sich nicht um Vergeltungsschläge, sondern um Beteiligte an geplanten Anschlägen. Im Anschluss an seine Rede führte er aus:

“We only decide to take that action if there is no other option available, if there is not the option of capture, if the local government will not take action, if we cannot do something that will prevent that attack from taking place, and the only available option is taking that individual off of the battlefield, and we’re going to do it in a way that gives us the confidence that we are not going to, in fact, inflict collateral damage.”

Seine damalige Behauptung, bei Angriffen durch „Killer-Drohnen“ seien noch keine Zivilisten getötet worden, wird vom Bureau of Investigative Journalism bestritten.
Am 16. September 2011 hielt er an der Harvard Law School eine Rede zur Balance zwischen Nationaler Sicherheit und der Einhaltung von Werten und Gesetzen. Oberste Priorität bleibt demnach der Schutz der amerikanischen Bevölkerung. Des Weiteren müssen alle Operationen, auch die verdeckten, den Werten und Gesetzen der USA entsprechen. Als strittigen Punkt benannte er die geografische Definition eines Konfliktes. Der britische Jurist Daniel Bethlehem fasst die Positionen so zusammen:

“The U.S. sees the conflict against Al Qaeda as without geographic limit, even if it is subject to other constraints. The self-defense gateway has already been passed. Key allies see it differently, as a conflict geographically limited to “hot’” battlefields.”

„Die USA sehen den Konflikt gegen Al Qaida als frei von geographischen Grenzen, obwohl er anderen Beschränkungen unterliegt. Die Selbstverteidigungs-Schwelle ist bereits überschritten. Wichtige Verbündete sehen das anders, als einen geographisch auf "heiße" Schlachtfelder beschränkten Konflikt.“

## CIA-Direktor
Am 7. Januar 2013 nominierte Präsident Obama Brennan für den Posten des CIA-Direktors. Am 8. März 2013 nahm US-Vizepräsident Joe Biden ihm im Roosevelt Room des Weißen Hauses den Amtseid ab.
John O. Brennan war ein starker Unterstützer des von der CIA im Jahr 2013 gemeinsam mit arabischen Partnerländern forcierten umstrittenen Geheimprogramms Timber Sycamore zur Bewaffnung und Ausbildung diverser syrischer Rebellengruppen im Kampf gegen die syrische Armee. Dabei landeten Waffenlieferungen auch in den Händen der Terrororganisation al-Nusra-Front, dem syrischen Ableger von al-Qaida.
Im März 2014 beschuldigte Dianne Feinstein die CIA, Dokumente von einem Rechner entfernt zu haben, welcher dem Geheimdienstausschuss des US-Senats bei der Untersuchung von Folter-Vorwürfen dienen sollte. Brennan wies zunächst den Vorwurf des Computer-Einbruchs zurück, musste dann aber eingestehen, dass sich CIA-Mitarbeiter unrichtig verhalten hatten, als sie in die Computer der Stabsabteilung des Senats eingebrochen waren.
Im April 2014 enthüllten russische Medien, unter Berufung auf ranghohe Beamte im Kiewer Sicherheitsapparat, dass Brennan am 12. und 13. April in Kiew gewesen sei und sich auch mit Premierminister Arsenij Jazenjuk und seinem Vize Vitali Jarema getroffen und besprochen habe. Die Geheimdienst-Konsultationen wurden von Jay Carney, einem Pressesprecher des Weißen Hauses bestätigt. Russische Medien sahen einen Zusammenhang mit dem Besuch Brennans und einer kurz darauf vom ukrainischen Innenministerium angekündigten Sonderoperation der Sicherheitskräfte mit Militärhubschraubern und Panzern gegen rebellierende Ostukrainer mit Schwerpunkt bei der Stadt Slowjansk. Die CIA bestritt diese Zusammenhänge. Am 4. Mai berichteten deutsche Medien, dass die amerikanischen Dienste CIA und FBI die ukrainische Übergangsregierung bei ihrem Vorgehen gegen Aufständische im Osten der Ukraine berieten.
Er war im Amt bis zum Amtsantritt Donald Trumps im Januar 2017. Sein Nachfolger wurde der am 23. Januar 2017 nominierte Mike Pompeo.

## Kritik an Präsident Trump
Am 23. Mai 2017 sagte Brennan vor dem Permanent Select Committee on Intelligence des US-Repräsentantenhauses, das eine angebliche illegale Zusammenarbeit von Donald Trumps Wahlkampfteam mit Russland vor der Wahl 2016 untersuchen sollte: “It should be clear to everyone that Russia brazenly interfered in the 2016 [presidential] election process.” (, deutsch: „Es sollte jedermann klar sein, dass Russland sich schamlos in die [Präsidentschafts-]Wahl 2016 eingemischt hat.“).
Einige Tage nach rechtsextremen Demonstrationen in Charlottesville im August 2017 schrieb Brennan einen offenen Brief an Präsident Trump. Trumps Worte und die Einstellung, die sie repräsentieren, seien „eine nationale Schande“; mit seinen Worten setze Präsident Trump die „nationale Sicherheit und unsere gemeinsame Zukunft einem großen Risiko aus“.
Im Februar 2018 wurde Brennan als Chefanalyst für Nationale Sicherheit beim Fernseh-Network NBC und beim Nachrichtensender MSNBC mit Sitz in New York City eingestellt.
Am 13. April 2018 twitterte Brennan an Präsident Trump: “Your kakistocracy is collapsing after its lamentable journey. As the greatest Nation history has known, we have the opportunity to emerge from this nightmare stronger & more committed to ensuring a better life for all Americans, including those you have so tragically deceived.” Trump hatte zuvor den von ihm 2017 entlassenen James Comey in einigen Tweets beschimpft.
Nachdem Präsident Trump am 20. Mai 2018 angekündigt hatte, er werde das Justizministerium untersuchen lassen, ob das FBI sich in seinen Wahlkampf eingemischt habe, schrieb Brennan an Senator Mitch McConnell und Speaker Paul Ryan: “If Mr. Trump continues along this disastrous path, you will bear major responsibility for the harm done to our democracy. You do a great disservice to our Nation & the Republican Party if you continue to enable Mr. Trump’s self-serving actions.”
Nach Trumps Teilnahme am NATO-Gipfel im Juli 2018 twitterte Brennan: “It is in the interest of America’s security if NATO leaders push back against the reckless behavior of Donald Trump, who is dangerously naive & grossly ignorant of how the world works. History inevitably will regard Trump as one of the most disastrous figures of the 21st century.”
Brennan warf Präsidenten Trump nach dessen Pressekonferenz beim Gipfeltreffen in Helsinki am 16. Juli 2018 mit dem russischen Präsidenten Wladimir Putin „Verrat“ vor.
Am 15. August 2018 entzog US-Präsident Trump Brennan seine Sicherheitsfreigabe (engl.: Security Clearance). Damit hat Brennan keinen Zugang zu sensiblen Informationen mehr. Ehemalige CIA-Direktoren und andere hohe US-Sicherheitsbeamte behalten üblicherweise ihre Sicherheitsfreigaben, auch wenn sie nicht mehr im Amt sind.
Im Jahr 2020 veröffentlichte Brennan seine Autobiographie, die es kurz nach ihrer Veröffentlichung auf die New York Times Best Seller list schaffte.

## Werke
- Undaunted: My Fight Against America's Enemies, At Home and Abroad. St Martin’s Press, New York 2020, ISBN 978-1-250-24177-1.